# Saint-Planchers
Saint-Planchers és un municipi francès situat al departament de la Manche i a la regió de Normandia. L'any 2007 tenia 1.251 habitants.

## Demografia

### Població
El 2007 la població de fet de Saint-Planchers era de 1.251 persones. Hi havia 469 famílies de les quals 71 eren unipersonals (46 homes vivint sols i 25 dones vivint soles), 201 parelles sense fills, 184 parelles amb fills i 13 famílies monoparentals amb fills.
La població ha evolucionat segons el següent gràfic:
Habitants censats

### Habitatges
El 2007 hi havia 542 habitatges, 470 eren l'habitatge principal de la família, 53 eren segones residències i 20 estaven desocupats. 527 eren cases i 11 eren apartaments. Dels 470 habitatges principals, 395 estaven ocupats pels seus propietaris, 68 estaven llogats i ocupats pels llogaters i 6 estaven cedits a títol gratuït; 2 tenien una cambra, 15 en tenien dues, 49 en tenien tres, 96 en tenien quatre i 307 en tenien cinc o més. 409 habitatges disposaven pel capbaix d'una plaça de pàrquing. A 174 habitatges hi havia un automòbil i a 274 n'hi havia dos o més.

### Piràmide de població
La piràmide de població per edats i sexe el 2009 era:
| Homes | Edats   | Dones |
| ----- | ------- | ----- |
| 0     | 95 o +  | 0     |
| 0     | 90 a 94 | 0     |
| 4     | 85 a 89 | 0     |
| 0     | 80 a 84 | 12    |
| 12    | 75 a 79 | 8     |
| 16    | 70 a 74 | 8     |
| 32    | 65 a 69 | 28    |
| 36    | 60 a 64 | 28    |
| 24    | 55 a 59 | 28    |
| 56    | 50 a 54 | 52    |
| 52    | 45 a 49 | 64    |
| 28    | 40 a 44 | 52    |
| 56    | 35 a 39 | 16    |
| 32    | 30 a 34 | 56    |
| 12    | 25 a 29 | 20    |
| 36    | 20 a 24 | 36    |
| 56    | 15 a 19 | 44    |
| 44    | 10 a 14 | 52    |
| 52    | 5 a 9   | 20    |
| 36    | 0 a 4   | 24    |

## Economia
El 2007 la població en edat de treballar era de 846 persones, 594 eren actives i 252 eren inactives. De les 594 persones actives 565 estaven ocupades (298 homes i 267 dones) i 30 estaven aturades (14 homes i 16 dones). De les 252 persones inactives 89 estaven jubilades, 75 estaven estudiant i 88 estaven classificades com a «altres inactius».

### Ingressos
El 2009 a Saint-Planchers hi havia 513 unitats fiscals que integraven 1.296,5 persones, la mediana anual d'ingressos fiscals per persona era de 18.739 €.

### Activitats econòmiques
Dels 40 establiments que hi havia el 2007, 1 era d'una empresa extractiva, 2 d'empreses de fabricació d'altres productes industrials, 17 d'empreses de construcció, 7 d'empreses de comerç i reparació d'automòbils, 2 d'empreses de transport, 1 d'una empresa d'hostatgeria i restauració, 4 d'empreses de serveis, 4 d'entitats de l'administració pública i 2 d'empreses classificades com a «altres activitats de serveis».
Dels 16 establiments de servei als particulars que hi havia el 2009, 1 era un taller de reparació d'automòbils i de material agrícola, 3 paletes, 2 guixaires pintors, 4 fusteries, 5 electricistes i 1 restaurant.
L'únic establiment comercial que hi havia el 2009 era una botiga de material de revestiment de parets i terra.
L'any 2000 a Saint-Planchers hi havia 40 explotacions agrícoles que ocupaven un total de 600 hectàrees.

## Equipaments sanitaris i escolars
El 2009 hi havia una escola elemental.

## Poblacions més properes
El següent diagrama mostra les poblacions més properes.